# 3748 Татум
3748 Татум (3748 Tatum) — астероїд головного поясу, відкритий 3 травня 1981 року.
Тіссеранів параметр щодо Юпітера — 3,424.